# Sarrasin de Tartarie
Fagopyrum tataricum
Espèce
Classification phylogénétique
Le sarrasin de Tartarie ou « blé » noir fourrager (Fagopyrum tataricum) est une plante de la famille des Polygonaceae.
On la trouve en Sibérie, Mongolie, et Chine (Mongolie-Intérieure et Mandchourie).

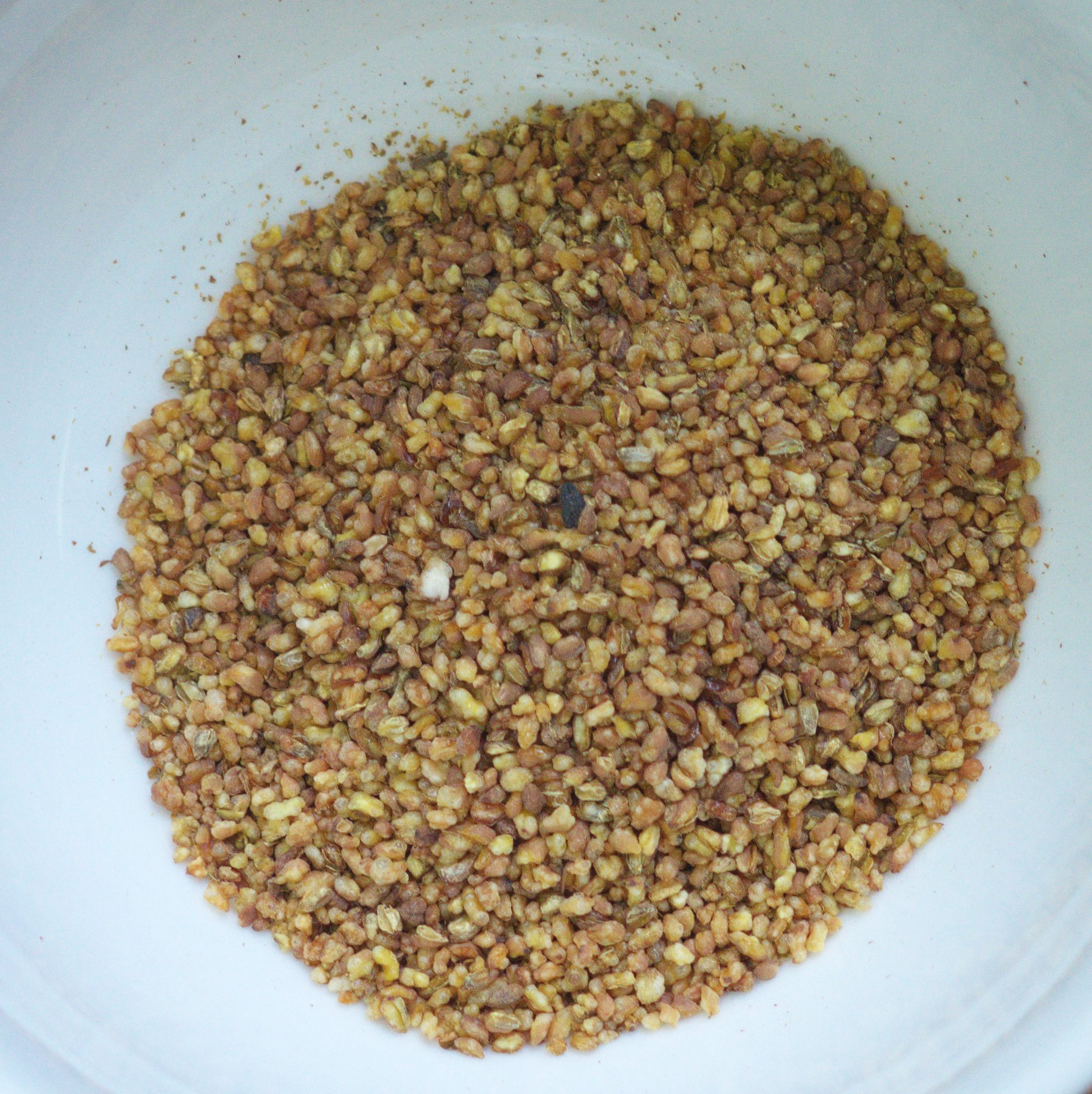
grains de sarrasin de Tartarie